# Aire d'attraction de Charleville-Mézières
L'aire d'attraction de Charleville-Mézières est un zonage d'étude défini par l'Insee pour caractériser l’influence de la commune de Charleville-Mézières sur les communes environnantes. Publiée en octobre 2020, elle se substitue à l'aire urbaine de Charleville-Mézières, qui comportait 100 communes dans le zonage de 2010.

### Carte

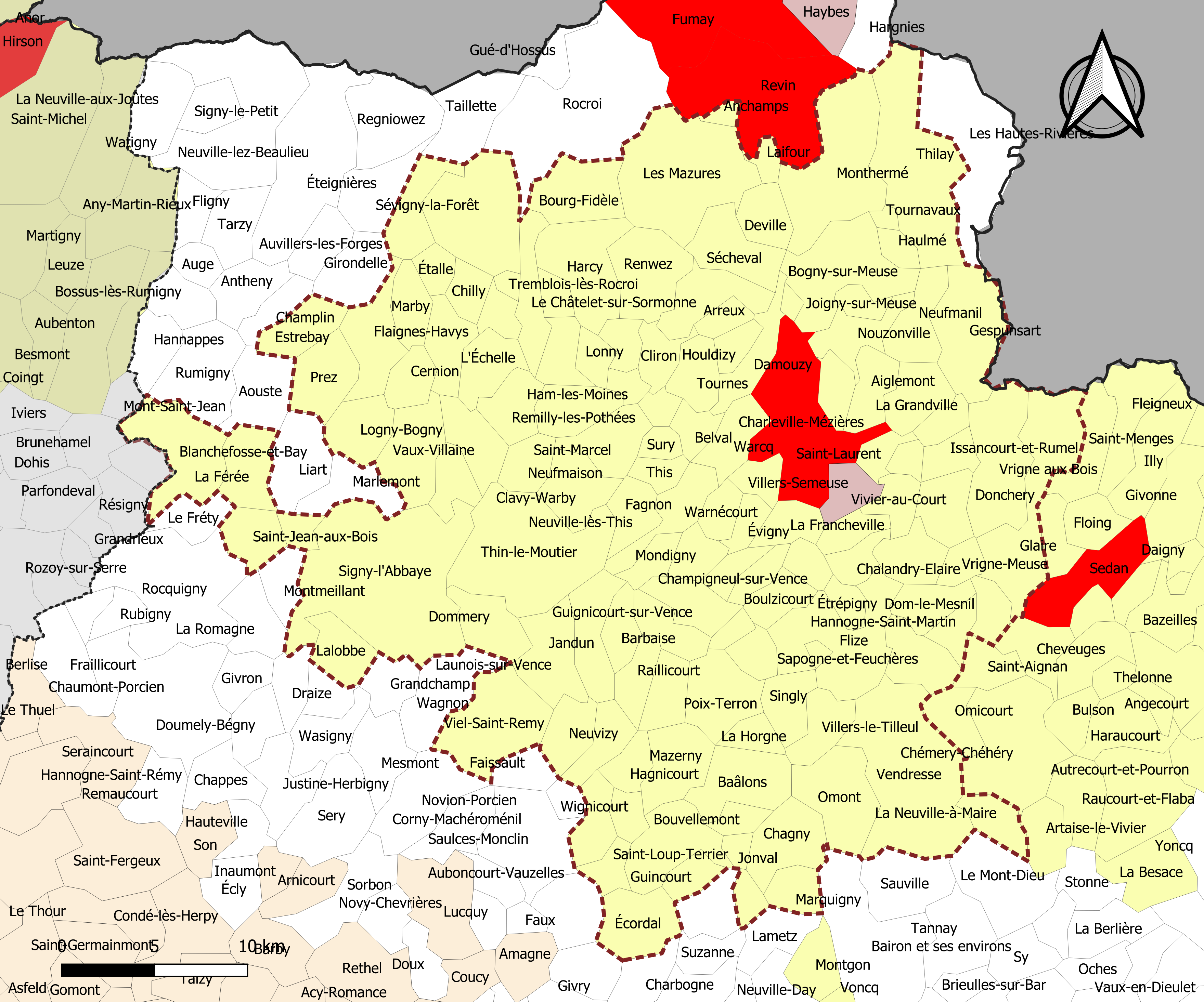
Carte de l'aire d'attraction de Charleville-Mézières.
Commune-centre
Commune du pôle principal
Commune de la couronne

## Définition
L'aire d'attraction d'une ville est composée d’un pôle, défini à partir de critères de population et d’emploi ainsi que d’une couronne constituée des communes dont au moins 15 % des actifs travaillent dans le pôle. Le pôle d’attraction constitue ainsi un point de convergence des déplacements domicile-travail,.

## Géographie
L’aire d'attraction de Charleville-Mézières est une aire intra-départementale qui comporte 132 communes dans les Ardennes. 

### Composition communale
| Catégorie                 | Département | Communes | Communes |
| Catégorie                 | Département | Nombre   | Libellé |
| ------------------------- | ----------- | -------- | --- |
| Commune-centre            | Ardennes    | 1        | Charleville-Mézières. |
| Commune du pôle principal | Ardennes    | 1        | Villers-Semeuse. |
| Communes de la couronne   | Ardennes    | 130      | Aiglemont, Anchamps, Arreux, Aubigny-les-Pothées, Les Ayvelles, Baâlons, Barbaise, Belval, Blanchefosse-et-Bay, Blombay, Boulzicourt, Bourg-Fidèle, Bouvellemont, Bogny-sur-Meuse, Cernion, Chagny, Chalandry-Elaire, Champigneul-sur-Vence, Le Châtelet-sur-Sormonne, Chesnois-Auboncourt, Chilly, Clavy-Warby, Cliron, Damouzy, Deville, Dom-le-Mesnil, Dommery, Donchery, L'Échelle, Écordal, Estrebay, Étalle, Étrépigny, Évigny, Fagnon, La Férée, Flaignes-Havys, Flize, La Francheville, Gernelle, Gespunsart, La Grandville, Gruyères, Guignicourt-sur-Vence, Guincourt, Hagnicourt, Ham-les-Moines, Hannogne-Saint-Martin, Harcy, Haudrecy, Haulmé, La Horgne, Houldizy, Issancourt-et-Rumel, Jandun, Joigny-sur-Meuse, Jonval, Laifour, Lalobbe, Launois-sur-Vence, Laval-Morency, Lépron-les-Vallées, Logny-Bogny, Lonny, Lumes, Maranwez, Marby, Marquigny, Maubert-Fontaine, Mazerny, Les Mazures, Mondigny, Montcornet, Montcy-Notre-Dame, Monthermé, Montigny-sur-Vence, Murtin-et-Bogny, Neufmaison, Neufmanil, La Neuville-à-Maire, Neuville-lès-This, Neuvizy, Nouvion-sur-Meuse, Nouzonville, Omont, Poix-Terron, Prez, Prix-lès-Mézières, Raillicourt, Remilly-les-Pothées, Renwez, Rimogne, Rouvroy-sur-Audry, La Sabotterie, Saint-Jean-aux-Bois, Saint-Laurent, Saint-Loup-Terrier, Saint-Marceau, Saint-Marcel, Saint-Pierre-sur-Vence, Sapogne-et-Feuchères, Sécheval, Sévigny-la-Forêt, Signy-l'Abbaye, Singly, Sormonne, Sury, Thilay, Thin-le-Moutier, This, Touligny, Tournavaux, Tournes, Tremblois-lès-Rocroi, Vaux-Montreuil, Vaux-Villaine, Vendresse, Viel-Saint-Remy, Villers-le-Tilleul, Villers-le-Tourneur, Villers-sur-Bar, Villers-sur-le-Mont, Ville-sur-Lumes, Vivier-au-Court, Vrigne aux Bois, Vrigne-Meuse, Warcq, Warnécourt, Wignicourt, Yvernaumont. |

## Démographie
Cette aire est catégorisée dans les aires de 50 000 à moins de 200 000 habitants, une catégorie qui regroupe 18,4 % de la population au niveau national,.